# خورشیدگرفتگی ۲۲ سپتامبر ۲۰۵۲

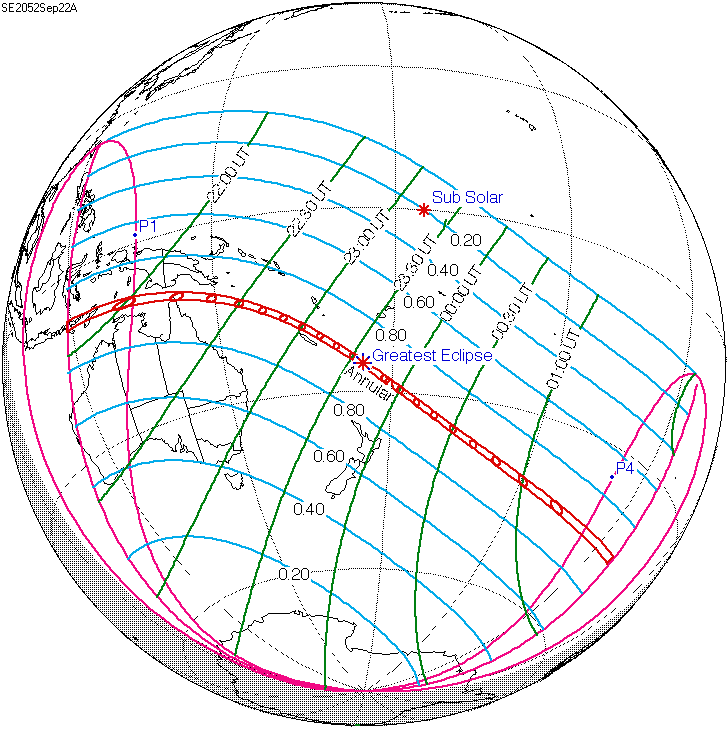
عرض و طول جغرافیایی که توسط این خورشیدگرفتگی پیش بینی شده است به عبارتی در این طول و عرض جغرافیایی میتوان متوجه خورشید گرفتگی شد

خورشیدگرفتگی ۲۲ سپتامبر ۲۰۵۲ (به انگلیسی: Solar eclipse of September 22, 2052) یک خورشیدگرفتگی از نوع خورشیدگرفتگی حلقه‌ای است. این خورشیدگرفتگی در تاریخ ۲۲ سپتامبر ۲۰۵۲ میلادی (‎۱ مهر ۱۴۳۱ خورشیدی) روی خواهد داد که زمان اوج آن، ساعت ۲۳:۳۹:۱۰ به‌وقت ساعت هماهنگ جهانی است. مدت زمان و طول این خورشیدگرفتگی ۲ دقیقه و ۵۱ ثانیه خواهد بود. 